# ایپریل رایان
اِیپریل رایان (به انگلیسی: April Ryan) شخصیتی از بازی ماجراجویی طولانی‌ترین سفر (۱۹۹۹) و دنبالهٔ آن سقوط رؤیا: طولانی‌ترین سفر (۲۰۰۶) می‌باشد. وی در نخستین بازی نقش پروتاگونیست را برعهده دارد و در بعدی یکی از سه شخصیت اصلی است. از وی به‌عنوان یکی از شخصیت‌های مؤنث به یاد ماندنی در تاریخ بازی‌های ماجراجویی یاد می‌شود. در هر دو بازی، صداپیشگی این شخصیت را بازیگر آمریکایی، سارا همیلتون انجام داده است.